# Modane
Modane (Savoyaards: Moudâna, Italiaans: Modana) is een gemeente in het Franse departement Savoie (regio Auvergne-Rhône-Alpes). De plaats maakt deel uit van het arrondissement Saint-Jean-de-Maurienne. Modane telde op 1 januari 2022 2.879 inwoners.

## Geografie
De oppervlakte van Modane bedroeg op 1 januari 2022 71,04 vierkante kilometer; de bevolkingsdichtheid was toen 40,5 inwoners per km². De gemeente ligt in de Maurienne vallei, op de linkeroever van de Arc.

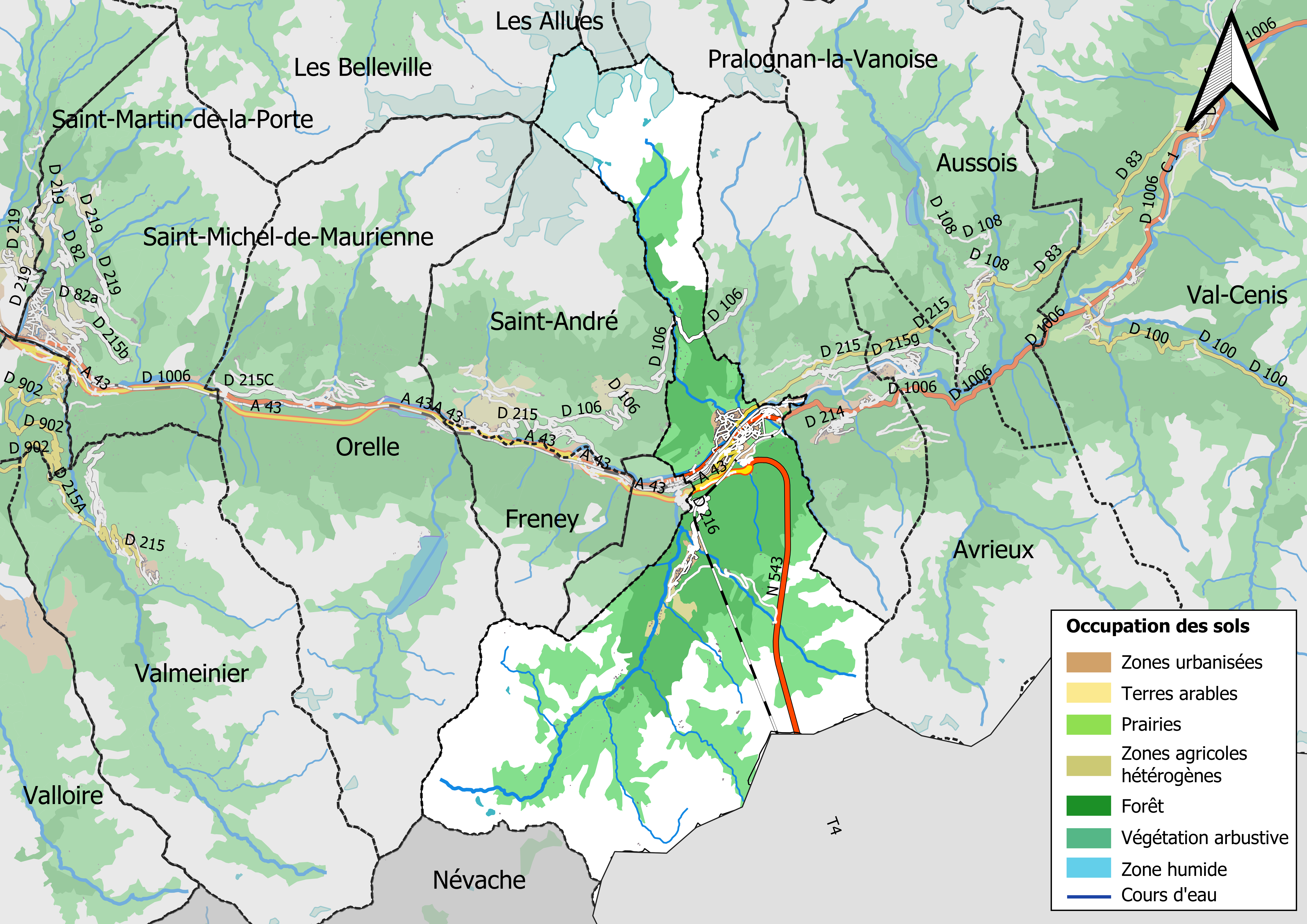
Kaart van de gemeente met de belangrijkste infrastructuur, bodemgebruik en omliggende gemeenten

## Verkeer en vervoer
Er is een internationaal treinstation waar treinen van Chambéry naar Turijn en Milaan passeren. In de gemeente ligt spoorwegstation Modane en de noordelijke ingang van de spoortunnel onder de Mont Cenis. Iets ten westen van Modane ligt de ingang van de Fréjustunnel voor het wegverkeer naar Susa in Italië.

## Demografie
Onderstaande figuur toont het verloop van het inwonertal (bron: INSEE-tellingen).